# Lukas
|  | Denne artikel omhandler den bibelske person Lukas, for personnavnet Lukas, se Lucas |
Lukas (fra romersk Lukanus eller Lukius) levede i det 1. århundrede og nævnes i Det Nye Testamente som læge og som Paulus' medarbejder og rejseledsager. I 2. Timotheusbrev nævnes han som den, der er hos Paulus til det sidste. 
Lukas må ikke forveksles med den ukendte forfatter til Lukasevangeliet og Apostlenes Gerninger. I kirkelige traditioner har han ganske vist været tillagt forfatterskabet til de to skrifter, men dette afvises af de fleste nytestamentlige forskere. Det billede, man får af Paulus i Apostlenes Gerninger, kan næppe komme fra en, der har kendt ham så godt, som Lukas gjorde. I et forsøg på at gøre Lukas til øjenvidne til Jesus, blev han blandt nogle kirkefædre sat i forbindelse med de 72 disciple, som Jesus udsendte som beskrevet i Lukasevangeliets kapitel 10, vers 1. Heller ikke denne tradition er der belæg for.
I den sene oldtid og tidlige middelalder opstod legenden, at Lukas skulle være maler og have malt den første ikon af Jomfru Maria, den såkaldte Sorte Madonna af Częstochowa. Der er ikke belæg for den antagelse.